# مؤشر الفرص الاقتصادية للمرأة

مؤشر الفرص الاقتصادية للمرأة 2012

مؤشر الفرص الاقتصادية للمرأة، (بالإنجليزية: Women's Economic Opportunity Index)‏، هو مؤشر جمعته وحدة المعلومات الاقتصادية، التي تقيس البيئة التمكينية للمشاركة الاقتصادية للمرأة في 128 دولة.
يعتمد مؤشر الفرص الاقتصادية للمرأة، التابع لوحدة المعلومات الاقتصادية، التابعة لمجلة الإيكونوميست، على 29 مؤشرًا، تقيس قوانين الدولة ولوائحها وممارساتها وعاداتها ومواقفها التي تسمح للمرأة بالمشاركة في القوى العاملة في ظل ظروف مساوية تقريبًا لتلك الخاصة بالرجال، سواء كموظفات بأجر أو بصفتهم أصحاب عمل.
تم إنتاج المؤشر لأول مرة في عام 2010، مع إصدار مؤشر محدث في عام 2012. وأضيفت ثلاثة مؤشرات , وتم تقييم 15 دولة جديدة في نسخة 2012 من المؤشر.
وفقًا للإصدار الأخير من المؤشر، احتفظت النرويج، والسويد لعام 2012 بمراكزهما الأولى من عام 2010 بنتائج 90.4 و 88.3 على التوالي.
بقيت تشاد، والسودان في أسفل المؤشر بنتيجة 23.3 و 19.2 على التوالي.
البلدان التي لديها أكبر قدر من التغييرات من مؤشر 2010 شملت كينيا، التي انتقلت من المركز 90 إلى المركز 86. يشير المؤشر، إلى أن هذا التغيير حدث لأن الحكومة الكينية سنت سياسات جديدة تفرض المساواة في الأجر مقابل العمل المتساوي، وجعل التحرش الجنسي في مكان العمل غير قانوني.
صعدت تايلاند، مرتبة واحدة من عام 2010 إلى عام 2012 ؛ ادعى المؤشر أن النساء التايلنديات، حصلن على دعم أكبر للتدريب، على مهارات العمل أكثر من أي من نظرائهن الإقليميين.
ارتفعت درجة المملكة العربية السعودية من 35.9 في 2010 إلى 39.7 في عام 2012، ويرجع ذلك أساسًا إلى أمر وزاري، تضمن المساواة في الأجر بين الرجال والنساء.
في 2019، حل محل المؤشر مؤشر البنك الدولي للمرأة، وأنشطة الأعمال والقانون.